# I Bet
I Bet è un singolo della cantante statunitense Ciara, pubblicato nel 2015 ed estratto come primo singolo dall'album Jackie.

## Tracce
Download digitale
1. I Bet – 4:47